# Albert Eiselé
Pour les articles homonymes, voir Eisele.
Albert Eiselé (1913-1992) est un militant politique, un avocat français et un érudit, auteur d'articles et d'ouvrages sur le patrimoine lorrain.

## Biographie

### Jeunesse et formation
Le 22 mars 1913, Albert Eiselé naît à Metz, alors ville allemande. Il est le fils d'un dentiste messin. Il termine ses études secondaires au Lycée Fabert de Metz, avant de s'orienter vers des études juridiques, à Paris. Après une licence et deux diplômes en droit et en économie politique, il soutient une thèse de doctorat en droit en 1936. Il est aussi licencié ès lettres. Il est avocat stagiaire à Paris durant une année, puis avocat stagiaire au barreau de Metz.
Délaissant le droit, il se tourne en 1936 vers le journalisme et la politique, et devient le secrétaire général du très anticommuniste Front lorrain,, et son principal animateur. Le Front lorrain a été constitué dans le département de la Moselle en septembre 1936, en réaction à la victoire du Front populaire et à l'essor du communisme. Albert Eiselé soutient ainsi l'abbé Charles Ritz, directeur du quotidien messin Le Lorrain et initiateur de ce front. Il publie plusieurs articles dans ce journal à partir de juin 1936, contre le Front populaire, les communistes et pour le corporatisme,,,,,,,. Il publie aussi un ouvrage anticommuniste, De Marx à Staline (1937),,, une brochure sur le « complot communiste » (1938). Il tient des réunions politiques en Moselle, avec les élus et les militants du Front lorrain, jusqu'en 1938,,,,,,,,,,,,,. Il représente le Front lorrain à une réunion des royalistes lorrains à Nancy, aux côtés de Charles Maurras, en 1938,.
Cet anticommuniste est membre de la Cagoule ; son nom figure sur une liste d'adhérents retrouvée au domicile de l'archiviste de la Cagoule, Aristide Corre.

### Seconde Guerre mondiale
Lorsque la guerre éclate, il est appelé comme sous-lieutenant. En fonction dans le secteur fortifié de Boulay, il est fait prisonnier près de Flavigny-sur-Moselle. Refusant de réintégrer la Moselle, annexée à l'Allemagne depuis juillet 1940, il s'installe à Nancy, puis à Paris. En 1944, il rejoint la clandestinité. Sa connaissance de la langue allemande est un atout, notamment lorsqu'il négocie la reddition de Waffen-SS dans le maquis de la Haute-Corrèze.

### Après-guerre
Après la guerre, Albert Eiselé ouvre un cabinet d'avocat à Metz. L'épuration politique bat alors son plein. Il défend en 1947 l'Alsacien Joseph Bilger, en 1951 le brigadeführer Dunkern, ancien chef de la police du Gau Westmark, en 1953 un gardien allemand du Schirmeck (camp), en 1954 des gardiens du Struthof. 
S'appuyant sur sa connaissance du terrain et des rouages juridiques, Albert Eiselé écrit des articles sur les affaires judiciaires de l'époque, d'Oradour, ou encore du Struthof, et sur l'épuration en Moselle et en Alsace, dans Le Lorrain en 1945 - il préconise une épuration nuancée - comme dans la revue parisienne des épurés hostiles à la résistance, Ecrits de Paris. 
Il milite pour le rétablissement à  Metz de la cour d'appel, supprimée en 1872 par les Allemands et rétablie en 1973.
En 1950, il consacre une étude sur l'École de Peinture de Metz au XIXe siècle. Président de l'association « Renaissance du Vieux Metz », dans les années 1960-1970, il sauve l'Arsenal de Metz de l'appétit destructeur des promoteurs immobiliers. Cet érudit publie dans Les Cahiers lorrains plusieurs articles.
Albert Eiselé meurt le 17 mai 1992 à Metz.

## Publications
- Le charbon mosellan. Étude historique et économique, Maurice Lavergne imprimeur, 1936, 462 p.
- De Marx à Staline, éditions de l'abeille, 1937, préfacé par Paul Vautrin, cofondateur du Front lorrain, 214 p.[44].
- Le temps de l'Europe. Essai inédit dans la Revue de psychologie des peuples, 1954.
- Metz et son école de peintres : 1825-1870, Metz, Mutelet, 1959, 117 p.
- La Chute du prince: analyse d'une campagne électorale dans la perspective des vieilles pierres, Renaissance du vieux Metz, 1973.
- Fénétrange et sa collégiale, Musée du pays de Sarrebourg, 1980, 20 p.
- Le Westrich : à la recherche d'un pays fantôme, Société d'histoire et d'archéologie de la Lorraine, Section de Sarrebourg, Scheuer, Drulinge, 1988, 279 p.

## Sources
- Marcel Lutz, « Les Cahiers lorrains », Société d'histoire et d'archéologie de la Lorraine,‎ 1990, p. 65-66 (lire en ligne)